# Irische Nationalbibliothek

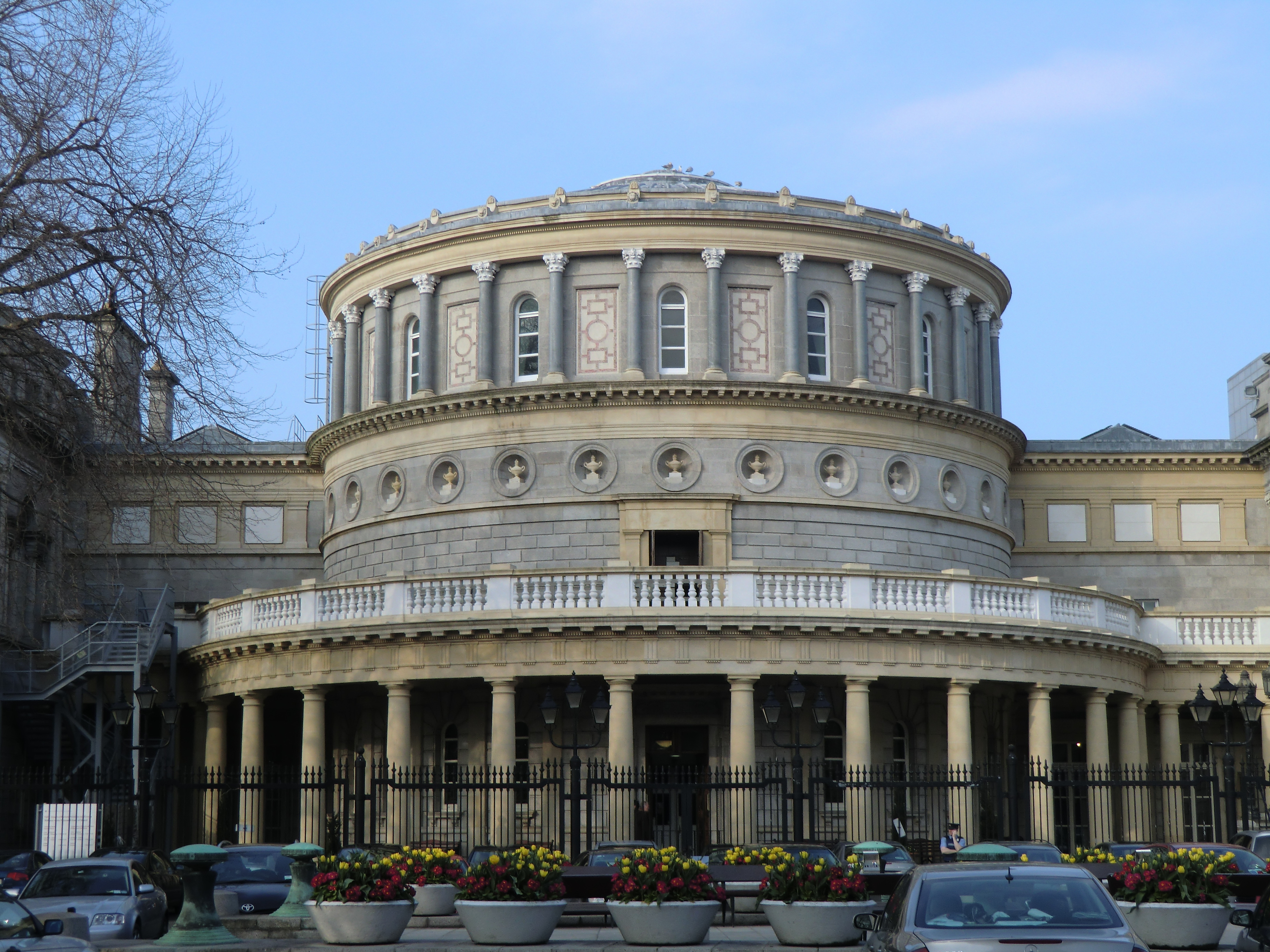
Irische Nationalbibliothek (2011)

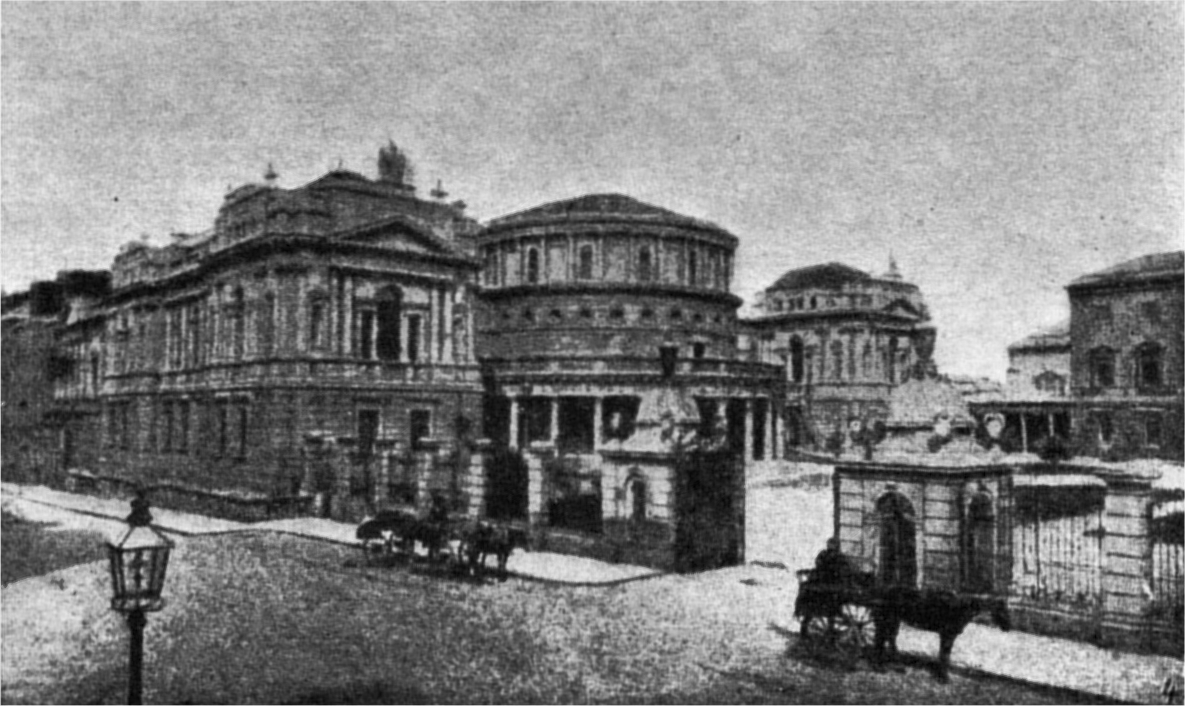
Irische Nationalbibliothek (1907); Abbildung aus dem Nordisk familjebok

Die Irische Nationalbibliothek (engl. National Library of Ireland; irisch Leabharlann Náisiúnta na hÉireann) ist die Nationalbibliothek der Republik Irland in Dublin. Die zuständige Regierungsstelle ist das Ministerium für Kultur, Sport und Tourismus.
Die 1877 gegründete Bibliothek ist eine Präsenzbibliothek; die Medien dürfen nur in den Räumen der Bibliothek benutzt werden. Sie besitzt eine Großzahl an irischem und irlandverwandtem Material, welches gratis eingesehen werden kann; dies beinhaltet Bücher, Karten, Manuskripte, Musik, Zeitungen, Magazine und Fotografien. Die Bibliothek umfasst sowohl Material, das von privater Seite publiziert wurde, als auch staatlicherseits gedruckte Dokumente.
Der Bibliothek angeschlossen ist der so genannte Chief Herald of Ireland und das National Photographic Archive. Die Bibliothek unterhält Ausstellungen und archiviert sämtliche Zeitungen Irlands. Sie bietet auch eine Anzahl anderer Dienstleistungen an, darunter Ahnenforschung.